# تصريح العمل
يشير إلى أنظمة الإدارة المستخدمة لضمان إنجاز العمل بأمان وكفاءة. وتستخدم هذه في الصناعات الخطرة وتنطوي على إجراءات لطلب ومراجعة وترخيص وتوثيق والأهم من ذلك، مهام إزالة الصراع التي يتعين على العاملين في الخطوط الأمامية القيام بها. يعد تصريح العمل جزءًا أساسيًا من التحكم في العمل (COW)، والإدارة المتكاملة لعمليات الصيانة الحرجة للأعمال. تتكون مراقبة العمل من تصريح العمل وتحديد المخاطر وتقييم المخاطر (RA) وإدارة العزل (IM).
يعد تصريح العمل عنصرًا أساسيًا في أنظمة نظام العمل الآمن المتكامل (ISSOW)، والذي إلى جانب تقييم المخاطر وتخطيط العزل، يتيح الحد من الأنشطة غير الآمنة في بيئات العمل غير البسيطة إلى أدنى حد ممكن عمليًا (ALARP). يعد الالتزام بتصريح العمل أمراً ضروريًا في إدارة سلامة العمليات.
غالبًا ما تكون التعليمات أو الإجراءات مناسبة لمعظم أنشطة العمل، لكن بعضها يتطلب عناية إضافية. نظام تصريح العمل هو نظام رسمي يوضح بالضبط العمل الذي يجب القيام به وأين ومتى. يجب على الشخص المسؤول تقييم العمل والتحقق من السلامة في كل مرحلة. يوقع الأشخاص الذين يقومون بالمهمة على التصريح لإظهار فهمهم للمخاطر والاحتياطات اللازمة.
التصاريح وسيلة اتصال فعالة بين إدارة الموقع ومشرفي المصنع والمشغلين وأولئك الذين يقومون بالعمل. تشمل أمثلة الوظائف عالية الخطورة حيث قد يلزم استخدام تصريح كتابي للعمل العمل الساخن مثل اللحام، ودخول السفينة وقطع الأنابيب التي تحمل مواد خطرة والغوص بالقرب من فتحات السحب والعمل الذي يتطلب عزلًا كهربائيًا أو ميكانيكيًا. وهو وسيلة أيضًا لتنسيق أنشطة العمل المختلفة لتجنب الصراعات.
تصريح العمل ليس بديلاً عن التقييم القوي للمخاطر، ولكن يمكن أن يساعد في توفير سياق لمخاطر العمل الذي يتعين القيام به. أظهرت الدراسات التي أجرتها السلطة التنفيذية للصحة والسلامة في المملكة المتحدة أن السبب الأكثر أهمية للحوادث المتعلقة بالصيانة في الصناعة الكيميائية في المملكة المتحدة هو الفشل في تنفيذ أنظمة تصاريح العمل الفعالة. الإخفاقات الشائعة في التحكم في أنظمة العمل هي عدم اتباع إجراءات تصريح العمل أو إدارة العزل، وتقييم المخاطر غير المناسبة والكافية لتحديد المخاطر، و/ أو تدابير الرقابة ومزيج من الاثنين.

## التنفيذ
تستخدم تطبيقات تصريح العمل مصفوفات عمليات غير متوافقة. على سبيل المثال، لمنع لحام أو طحن مجموعة عمل واحدة بالقرب من تنفيس غازات متفجرة أو قابلة للاشتعال أخرى. نظام تصريح العمل هو للعمل الذي يجري تنفيذه وفقًا للإجراءات المعتمدة مسبقًا والتي جرت جدولتها بشكل كلي، والغرض من ذلك هو منع الأنشطة المتضاربة قصيرة الأجل لمجموعات العمل المختلفة لمنع التداخل الخطير.
بمجرد إصدار تصريح العمل لمجموعة عمل، يُستخدم نظام علامة القفل لتقييد تغييرات حالة المعدات مثل عمليات الصمام حتى اكتمال العمل المحدد في التصريح. نظرًا إلى أن تصريح العمل هو الأداة الأساسية لفض التضارب، يجب أن يكون لدى جميع أنشطة العمل في البيئات عالية الخطورة تصريحًا للعمل، وتحصل العمليات الخطرة المحددة بعد ذلك على تصريح ثان لأنشطة مثل الأماكن الضيقة أو العمل الساخن. هنا يقلل تصريح العمل الساخن من مخاطر المهمة الفردية، يقلل تصريح العمل من مخاطر الأنشطة غير المتوافقة المتزامنة.
تعد أنظمة تصاريح العمل التي تسمح بالتصريح وإمكانية تتبعه ضرورية إذا كانت مفيدة. من الناحية المثالية، يجب تفويض شخص واحد بهذه المسؤولية في أي وقت ويجب أن يكون جميع العاملين في المنشأة على دراية كاملة بمن هو هذا الشخص ومتى يجري نقل المسؤولية.
عادة ما يحتوي نموذج تصريح العمل على هذه العناصر:
• العمل الذي يتعين القيام به والمعدات التي سيجري استخدامها والموظفين المعنيين.
• الاحتياطات الواجب اتخاذها عند أداء المهمة.
• مجموعات عمل أخرى تُبلغ بالعمل الذي ينفذ في منطقتها.
• الإذن ببدء العمل.
• مدة صلاحية التصريح.
• طريقة تمديد التصريح لفترة إضافية.
• آلية الشاهد على أن جميع الأعمال قد اكتملت وأن موقع العمل قد أعيد إلى حالة نظيفة وآمنة.
• الإجراءات الواجب اتخاذها في حالات الطوارئ.
تاريخيًا، غالبًا ما كان تصريح العمل يعتمد ورقيًا. يعد تصريح العمل الإلكتروني (ePTW) متغيرًا رقميًا لهذا.
أمثلة تاريخية على التصريح اليدوي لفشل العمل
غرقت USS Guitarro، وهي غواصة تابعة للبحرية الأمريكية، عندما غمرت مجموعتان مستقلتان خزانات الصابورة مرارًا وتكرارًا في محاولة لتحقيق أهداف متضاربة تتمثل في تقليم صفري وتقليم انحناء درجتين. نتيجة لعدم وجود شخص واحد على علم بجميع الأنشطة المتزامنة والتصريح بها من خلال نظام تصريح العمل.
غرقت HMS Artemis، وهي غواصة تابعة للبحرية الملكية، عندما كانت أنشطة إدارة الصابورة والسلامة المانعة لتسرب المياه غير خاضعة للرقابة وبدون رقابة.
تدمرت منصة بايبر ألفا التابعة لشركة أوكسيدنتال بتروليوم في يوليو 1988 بسبب الانفجار والحريق بعد أن أعاد التحول نظامًا جرى تفكيكه جزئيًا بسبب التحول السابق. توفي  167 رجلًا في هذا الحادث بسبب عدم التواصل بشكل صحيح مع حالة التصريح عند تسليم المناوبة.